# Krauss Typ XXVIIcb
Die Baureihe Krauss Typ XXVIIcb sind Schmalspurlokomotiven mit einer Spurweite von 760 mm. Von diesem Typ wurden mehrere Exemplare gebaut. Bekannt sind drei Lokomotiven, zwei wurden für die österreichischen Böhlerwerke in Kapfenberg gebaut und eine weitere Lokomotive für die Dampfziegelei Gebrüder Baumann in Altrip. Eine Lokomotive ist bei der Zillertalbahn erhalten.

## Geschichte
Die zwei Lokomotiven für die Böhlerwerke in Kapfenberg wurden mit den Fabriknummern 7182 und 7183 im Jahr 1915 von der Lokomotivfabrik Krauss & Comp. in München gebaut. Sie waren bis 1972 im Einsatz.
Die Lokomotive Nr. 7 wurde 1972 ausgemustert. Die Lokomotive Nr. 6 wurde im gleichen Jahr an die Zillertalbahn verkauft und als dortige Nummer ZB 6 in den Bestand eingegliedert.
Die Dampfziegelei der Gebrüder Baumann in Altrip erhielt die Lokomotive mit der Fabriknummer 6949 bereits 1914. Sie wurde in der Firma mit Nr. 5 bezeichnet. Der Verbleib ist nicht bekannt.

## Konstruktion
Die Nassdampflokomotiven besitzen einen Innenrahmen, der gleichzeitig als Wasserkasten dient. Die Zweizylindermaschine wirkt auf die zwei angetriebenen Achsen mit einem Achsstand von 1200 mm und wird mit einer Heusinger-Steuerung gesteuert. Sie wurden mit einer Wurfhebelbremse oder Spindelhandbremse sowie einer Dampfbremse ausgestattet, die auf herkömmliche Bremsklötze wirkt. Die Kesselspeisung erfolgt über Friedmann-Strahlpumpen.
Lok 6 der Zillertalbahn erhielt ein zweites Reglergestänge und eine Sicherheitsfahrschaltung für einmänniges Fahren.

## Einsatz
Die Lokomotiven wurden ursprünglich für den Einsatz auf Werksbahnen in Fabriken gebaut. 1972 wurde die ZB 6 zur „Hobbylok“ umgebaut. 2008 erhielt die Lokomotive ZB 6 einen aus Stahl geschweißten Neubaukessel, der von Tschuda in Graz gebaut wurde. Bei der Zillertalbahn war sie vor dem sogenannten „Hobbyzug“ im Einsatz, dabei konnte man eine Ausbildung zum „Hobbylokführer“ absolvieren. Für den „Hobbyzug“ wurden drei zweiachsige Personenzugwagen verwendet, einer davon war als offener Sommerwagen gestaltet. 2014 wurde der „Hobbyzug“ aus Kostengründen eingestellt und die Fahrzeuge konserviert hinterstellt. Der Hobbyzug verkehrte von Juni bis September auf dem Streckenabschnitt von Mayrhofen nach Fügen und zurück.